# Фонетический алфавит ИКАО
Фонети́ческий алфави́т ИКА́О, известный также как фонетический алфавит ITU, фонетический алфавит NATO или международный радиотелефонный фонетический алфавит — наиболее широко используемый фонетический алфавит. 
Часто так называемые «фонетические алфавиты» являются на самом деле орфографическими алфавитами и не имеют никакой связи с фонетическими транскрипционными системами типа «Международный фонетический алфавит». Вместо этого в алфавите Международной организации гражданской авиации (ICAO (ИКАО)) акрофонически присваиваются кодовые слова буквам английского алфавита (Alpha для A, Bravo для B и так далее), так что критические сочетания букв и цифр могут быть произнесены и понятны для тех, кто принимает и передаёт голосовые сообщения по радио или телефону независимо от их родного языка. Это особенно важно при управлении движением, когда люди могут оказаться в опасности из-за искажённого понимания передаваемой информации.

## Международный статус
После того, как в 1956 году Международная организация гражданской авиации (ИКАО) разработала фонетический алфавит, он был принят многими другими международными и национальными организациями, включая Организацию Североатлантического договора (NATO), Международный союз электросвязи (МСЭ), Международную морскую организацию (ИМО), американское Федеральное управление гражданской авиации (FAA), Американский национальный институт стандартов (ANSI) и американскую радиорелейную лигу (ARRL). Он явился развитием гораздо более старшего Международного свода сигналов (ИНТЕРКО), который первоначально включал визуальные сигналы флажками или мигающим светом, звуковые сигналы свистком, сиреной, колоколом, а также одно-, двух- и трёхбуквенные коды для многих фраз. Тот же алфавит кодовыми словами используется во всех ведомствах, но каждое учреждение выбирает один из двух наборов числовых кодов слов. НАТО использует обычные английские слова для названия цифр (ноль, один, при этом имеются некоторые альтернативные произношения), тогда как ИМО предусматривает соединение слов (Nadazero, Unaone, Bissotwo …). На практике они используются очень редко, так как могут приводить к путанице при общении между носителями разных языков.
Большинство слов узнаваемо носителями английского языка, потому что английский язык должен обязательно использоваться для связи между самолётами и диспетчерскими пунктами всегда, когда взаимодействуют представители двух разных стран, независимо от их родных языков. Но это необходимо только на международном уровне, а на внутренних линиях, если обе стороны радиоразговора представляют одну и ту же страну, может быть использован фонетический алфавит этой страны.
В большинстве версий алфавита используются только два отличных от написания в английском языке слова: Alfa и Juliett. Alfa пишется с f, как в большинстве европейских языков. Английское и французское написание alpha не произносится должным образом говорящими на некоторых других языках, которые могут не знать, что ph должно произноситься как f. Juliett пишется с tt для пользующихся французским языком, потому что иначе они могут счесть, что единичная буква t в конце слова не произносится. Английская версия алфавита, подобно версии ANSI или версии, используемой британскими вооружёнными силами и аварийно-спасательной службой, может в одном или обоих случаях использовать стандартную английскую орфографию.

## Алфавит и произношение
Произношение кодов букв алфавита и цифр зависит от языковых привычек говорящего. Для устранения различий в произношении ИКАО разработала плакаты, иллюстрирующие желаемое произношение. Тем не менее, есть различия в произношении между версиями ИКАО и других организаций, и даже ИКАО опубликовала противоречивые стандарты. Кроме того, хотя все коды букв алфавита являются английскими словами, они имеют отклонения от общих правил английского произношения. Только 11 кодов из 26: bravo, echo, hotel, Juliet(t), kilo, Mike, papa, Quebec, Romeo, whiskey и Zulu даны в соответствии с правилами произношения английского языка (хотя часто не совпадает с английским произношением), предполагая, что транскрипция не обязательно должна быть точной.

### Буквы
| №   | Буква | Кодовое слово                                    |                      | Произношение             | Произношение         | Произношение                     | Произношение            | Произношение            | Произношение                 |
| №   | Буква | Кодовое слово                                    | МФА (DIN, 2022)      | МФА (ИКАО, 1956)         | Русская транскрипция | Французская транслитерация (SIA) | Английские транскрипции | Английские транскрипции | Английские транскрипции      |
| №   | Буква | Кодовое слово                                    | МФА (DIN, 2022)      | МФА (ИКАО, 1956)         | Русская транскрипция | Французская транслитерация (SIA) | ИКАО                    | Армия США               | МСЭ                          |
| --- | ----- | ------------------------------------------------ | -------------------- | ------------------------ | -------------------- | -------------------------------- | ----------------------- | ----------------------- | ---------------------------- |
| 1)  | A     | Alfa (ICAO, ITU, IMO, FAA) Alpha (ANSI, FAA)     | ˈalfa                | ˈælfa                    | а́лфа                 | al fah                           | ALFAH                   | AL fah                  | AL FAH                       |
| 2)  | B     | Bravo                                            | ˈbravo               | ˈbraːˈvo                 | бра́во                | bra vo (IMO: bra vo)             | BRAHVOH                 | BRAH voh                | BRAH VOH                     |
| 3)  | C     | Charlie                                          | ˈtʃali или ˈʃali     | ˈtʃɑːli или ˈʃɑːli       | ча́ли                 | tchah li, char li                | CHARLEE                 | CHAR lee                | CHAR LEE или SHAR LEE        |
| 4)  | D     | Delta                                            | ˈdɛlta               | ˈdeltɑ                   | дэ́лта                | del tah                          | DELLTAH                 | DEL tah                 | DELL TAH                     |
| 5)  | E     | Echo                                             | ˈɛko                 | ˈeko                     | э́ко                  | èk o                             | ECKOH                   | EKK oh                  | ECK OH                       |
| 6)  | F     | Foxtrot                                          | ˈfɔkstrɔt            | ˈfɔkstrɔt                | фо́кстрот             | fox trott                        | FOKSTROT                | FOKS trot               | FOKS TROT                    |
| 7)  | G     | Golf                                             | ˈɡɔlf                | ɡʌlf [sic]               | го́лф                 | golf                             | GOLF                    | Golf                    | GOLF                         |
| 8)  | H     | Hotel                                            | hoˈtɛl               | hoːˈtel                  | хотэ́л                | ho tèll                          | HOHTELL                 | HO tell                 | HOH TELL                     |
| 9)  | I     | India                                            | ˈɪndia               | ˈindi.ɑ                  | и́ндиа                | in di ah                         | INDEE AH                | IN dee ah               | IN DEE AH                    |
| 10) | J     | Juliett (ICAO, ITU, IMO, FAA) Juliet (ANSI, FAA) | ˈdʒuliˈɛt            | ˈdʒuːli.ˈet              | джу́лие́т              | djou li ètt (IMO: djou li ètt)   | JEWLEE ETT              | JEW lee ett             | JEW LEE ETT                  |
| 11) | K     | Kilo                                             | ˈkilo                | ˈkiːlo                   | ки́ло                 | ki lo                            | KEYLOH                  | KEY loh                 | KEY LOH                      |
| 12) | L     | Lima                                             | ˈlima                | ˈliːmɑ                   | ли́ма                 | li mah                           | LEEMAH                  | LEE mah                 | LEE MAH                      |
| 13) | M     | Mike                                             | ˈmai̯k                | mɑik                     | ма́йк                 | ma ïk                            | MIKE                    | Mike                    | MIKE                         |
| 14) | N     | November                                         | noˈvɛmba             | noˈvembə                 | новэ́мба              | no vèmm ber                      | NOVEMBER                | NOH vem ber             | NO VEM BER                   |
| 15) | O     | Oscar                                            | ˈɔska                | ˈɔskɑ                    | о́ска                 | oss kar                          | OSSCAH                  | OSS car                 | OSS CAH                      |
| 16) | P     | Papa                                             | paˈpa                | pəˈpɑ                    | папа́                 | pah pah                          | PAH                     | PAH pah                 | PAH PAH                      |
| 17) | Q     | Quebec                                           | keˈbɛk               | keˈbek                   | кэбэ́к                | ké bèk                           | KEHBECK                 | keh BECK                | KEH BECK                     |
| 18) | R     | Romeo                                            | ˈromio               | ˈroːmi.o                 | ро́мио                | ro mi o                          | ROWME OH                | ROW me oh               | ROW ME OH                    |
| 19) | S     | Sierra                                           | siˈɛra               | siˈerɑ                   | сиэ́ра                | si èr rah                        | SEEAIRAH                | see AIR ah              | SEE AIR RAH                  |
| 20) | T     | Tango                                            | ˈtaŋɡo               | ˈtænɡo                   | та́нго                | tang go                          | TANGGO                  | TANG go                 | TANG GO                      |
| 21) | U     | Uniform                                          | ˈjunifɔm или ˈunifɔm | ˈjuːnifɔːm или ˈuːnifɔrm | ю́ниформ / у́ниформ    | you ni form, ou ni form          | YOUNEE FORM             | YOU nee form            | YOU NEE FORM или OO NEE FORM |
| 22) | V     | Victor                                           | ˈvɪkta               | ˈviktɑ                   | ви́кта                | vik tar                          | VIKTAH                  | VIK ter                 | VIK TAH                      |
| 23) | W     | Whiskey                                          | ˈwɪski               | ˈwiski                   | ви́ски                | ouiss ki                         | WISSKEY                 | WISS key                | WISS KEY                     |
| 24) | X     | X-ray                                            | ˈɛksrei̯              | ˈeksˈrei                 | э́ксрэй               | èkss ré                          | ECKSRAY [sic]           | EKS ray                 | ECKS RAY                     |
| 25) | Y     | Yankee                                           | ˈjaŋki               | ˈjænki                   | я́нки                 | yang ki                          | YANGKEY [sic]           | YANG kee                | YANG KEY                     |
| 26) | Z     | Zulu                                             | ˈzulu                | ˈzuːluː                  | зу́лу                 | zou lou                          | ZOOLOO                  | ZOO loo                 | ZOO LOO                      |

### Цифры
Каждый слог ударение, кроме последнего слога в FOW-er, SEV-en, NIN-er, HUN-dred.
| Цифра              | Кодовое слово                         | Произношение         | Произношение                                                   | Произношение             |
| Цифра              | Кодовое слово                         | Русские транскрипции | Английские транскрипции                                        | Французские транскрипции |
| ------------------ | ------------------------------------- | -------------------- | -------------------------------------------------------------- | ------------------------ |
| 0                  | Zero (FAA) Nadazero (ITU, IMO)        | зи́ро́ на́да́зэ́ро́        | ZE-RO (ICAO), ZE RO or ZEE-RO (FAA) NAH-DAH-ZAY-ROH (ITU, IMO) | ZI-RO NA-DA-ZE-RO        |
| 1                  | One (FAA) Unaone (ITU, IMO)           | ва́н у́на́ва́н           | WUN (ICAO, FAA) OO-NAH-WUN (ITU, IMO)                          | OUANN OUNA-OUANN         |
| 2                  | Two (FAA) Bissotwo (ITU, IMO)         | ту́ би́со́ту́            | TOO (ICAO, FAA) BEES-SOH-TOO (ITU, IMO)                        | TOU BIS-SO-TOU           |
| 3                  | Three (FAA) Terrathree (ITU, IMO)     | три́ тэ́ра́три́          | TREE (ICAO, FAA) TAY-RAH-TREE (ITU, IMO)                       | TRI TÉ-RA-TRI            |
| 4                  | Four (FAA) Kartefour (ITU, IMO)       | фо́а ка́ртэ́фо́а         | FOW-ER (ICAO), FOW ER (FAA) KAR-TAY-FOWER (ITU, IMO)           | FO-eur KAR-TÉ-FO-eur     |
| 5                  | Five (FAA) Pantafive (ITU, IMO)       | фа́йф па́нта́фа́йф       | FIFE (ICAO, FAA) PAN-TAH-FIVE (ITU, IMO)                       | FA-ÏF PANN-TA-FAIF       |
| 6                  | Six (FAA) Soxisix (ITU, IMO)          | си́кс со́кси́си́кс       | SIX (ICAO, FAA) SOK-SEE-SIX (ITU, IMO)                         | SIKS SO-XI-SICKS         |
| 7                  | Seven (FAA) Setteseven (ITU, IMO)     | сэ́вн сэ́тэ́сэ́вн        | SEV-EN (ICAO), SEV EN (FAA) SAY-TAY-SEVEN (ITU, IMO)           | SÈV-n SÉT-TÉ-SEV'n       |
| 8                  | Eight (FAA) Oktoeight (ITU, IMO)      | э́йт о́кто́э́йт          | AIT (ICAO, FAA) OK-TOH-AIT (ITU, IMO)                          | EÏT OK-TO-EIT            |
| 9                  | Niner (FAA, ICAO) Novenine (ITU, IMO) | на́йна но́вэ́на́йна      | NIN-ER (ICAO), NIN ER (FAA) NO-VAY-NINER (ITU, IMO)            | NAÏ-neu NO-VÉ-NAI-neu    |
| 100                | Hundred                               | ха́ндрэд              | HUN dred                                                       | HUN-dred                 |
| 1000               | Thousand                              | та́уза́нд              | TOU SAND                                                       | TAOU-ZEND                |
| . (десятичная)     | Decimal (ITU)                         | дэ́си́ма́л              | DAY-SEE-MAL (ITU)                                              | DÉ-SI-MAL                |
| . (грамматическая) | Stop (ITU)                            | сто́п                 | STOP (ITU)                                                     | STOP                     |

## Применение
Фонетический алфавит используется для произнесения по буквам той части сообщений, которая содержит буквы и цифры, чтобы избежать путаницы, потому что звуки многих букв похожи друг на друга, например, «н» и «м», «б» и «д» и т. д. Вероятность путаницы возрастает, если присутствуют шумы или другие помехи. Например, сообщение: «перейти в квадрат DH98» будет передано как «перейти в квадрат Delta-Hotel-Niner-Eight». Использование «Delta» вместо «D» позволяет избежать путаницы между «BH98» и «DH98». Необычное произношение некоторых чисел специально сделано, чтобы, опять-таки, избежать путаницы.
Помимо традиционного использования в военной сфере, алфавит используется также в гражданской индустрии, чтобы избежать подобных проблем при передаче сообщений по телефонной связи. Например, он часто используется в розничной торговле, когда клиенты обговаривают по телефону детали сделок, хотя в этом случае часто используются свои внутренние соглашения по кодированию. Он часто используется работниками в сфере информационных технологий для передачи цифровых кодов (часто очень длинных) или другой специализированной информации с помощью голоса. Кроме того, большинство крупных авиакомпаний использует алфавит при внутрифирменной передаче идентификационных имён пассажиров, а в некоторых случаях и при общении с клиентами.
Хорошо известны и широко применяются несколько буквенных кодов и аббревиатур с использованием кодировки алфавита, например, Bravo Zulu (буквенный код BZ) для сообщения «хорошо сделано» или «молодец», Checkpoint Charlie (Checkpoint С) (пропускной пункт в Берлине) и Zulu Time для среднего времени по Гринвичу или Всемирного координированного времени. Во время Вьетнамской войны партизаны Вьетконга (вьет. Việt cộng) именовались VC или Victor Charlie. Название «Charlie» стало синонимом этой организации.

## Варианты

### Авиация
- В аэропортах, которые обслуживают много рейсов авиакомпании Delta Air Lines, таких как Международный аэропорт Хартсфилд-Джексон Атланта, слово «Delta» заменяется на «Data», «Dixie» или «David» для того, чтобы избежать путаницы, потому что «Delta» является также позывным авиакомпании.
- В Брунее, Индонезии, Малайзии и Сингапуре «Lima» заменяется на «London», потому что в индонезийском, малайском и ряде других языков этих стран «Lima» означает «пять». Таким образом, может возникнуть путаница, если в строке будет смешивание цифр и букв.
- В Саудовской Аравии фонетический алфавит ИКАО используется во многих коммерческих проектах связи, однако, поскольку в стране алкоголь запрещён, слово «Whiskey» заменяется на «Washington».
- В Пакистане толерантность к алкоголю меняется, поэтому чаще всего используется слово «Whiskey», а не «Washington». Но там есть другая замена: слово «India» заменяется на слово «Italy» или «Indigo» по социально-политическим причинам.

### Другие
В настоящее время разработаны и используются ряд других неофициальных фонетических алфавитов, основанные на других ключевых словах, которые легко запомнить, в том числе на именах людей, названиях государств или городов. Например, фонетический алфавит LAPD (Los-Angeles Police Department) использует много именно имён людей.

## Дополнения в других языках
В стандартных алфавитах некоторых языков есть свои буквы или буквы с диакритическими знаками (например, с умляутами), которые отсутствуют в английском алфавите. Если эти буквы имеют двухбуквенные заменители, то в качестве кодов ИКАО могут быть использованы слова, соответствующие этим двум буквам.

### Шведский
В шведском языке Alfa Alfa (aa) используется для буквы <Å>, Alfa Echo (ae) — для <Ä> и Oscar Echo (oe) для <Ö> в сочетании с фонетическим алфавитом ICAO.